# Mario Elie
Mario Elie, né le 26 novembre 1963 à New York, est un joueur et entraîneur américain de basket-ball. Il évoluait aux postes d'arrière et d'ailier. Elie a grandi à New York, il a joué à l'université de l'American International Collge, avant d'être drafté au septième tour de la draft 1985 en 160e choix par les Bucks de Milwaukee.
Elie commence à jouer en NBA en 1990 avec les 76ers de Philadelphie, il est ensuite passer par plusieurs franchises, Warriors de Golden State, Trail Blazers de Portland, Rockets de Houston, Spurs de San Antonio et Suns de Phoenix. Elie est trois fois champion NBA : il a deux titre avec les Rockets en 1994 et 1995 et un titre avec les Spurs en 1999.
Après sa carrière Elie devient entraîneur, d'abord comme assistant avec les Spurs et a ensuite occupé des postes similaires avec les Warriors de Golden State, Mavericks de Dallas, Kings de Sacramento, Nets du New Jersey et Magic d'Orlando.

## Biographie

### Jeunesse
Mario Elie est né et a grandi dans le quartier de Manhattan à New York, il est le fils d'un ouvrier d'Haïti. Son père l'a appelé « Mario » comme le chanteur d'opéra Mario Lanza. Adolescent, il rêvait de posséder un magasin de chaussures et il voulait jouer pour les Knicks de New York.
Elie a fréquenté la Power Memorial Academy. Après avoir été exclu de l'équipe de basket-ball de première année, Elie a fait partie de l'équipe universitaire junior la saison suivante; l'un de ses coéquipiers était la future star de la NBA Chris Mullin.

### Carrière universitaire
Après le lycée, Elie n'est accepté dans aucune université de division I, il a donc accepté une bourse de l'American International College, université de division II à Springfield. Elie a mené l'AIC au quart de finale du tournoi de division II de la NCAA et est devenu la meilleure marqueuse de l'histoire de l'université. Après l'université il se presente à la draft de la NBA 1985, il est sélectionné à la 160e position par les Bucks de Milwaukee, il est coupé de l'équipe lors du camp d'entraînement.

## Palmarès
- Champion NBA 1994, 1995 et 1999